# DC-10 Air Tanker
DC-10 Air Tanker — американский пожарный самолёт, созданный на базе авиалайнера McDonnell Douglas DC-10. Совершил первый полёт в 2006 году. Было создано пять самолётов DC-10 Air Tanker, один из которых был выведен из эксплуатации в 2014 году.

## Разработка
Авиакомпания 10 Tanker Air Carrier, базирующаяся в Нью-Мексико, в 2002 году начала работу над созданием пожарного самолёта нового поколения. В 2004 году 10 Tanker Air Carrier приняла решение создать пожарный самолёт на базе DC-10. Дополнительный сертификат типа от Федерального управления гражданской авиации США для модификаций самолётов DC-10 был выдан в марте 2006 года. Затем DC-10 Air Tanker получил Сертификат эксплуатации 14 CFR Часть 137 и Межведомственное одобрение Совета по воздушным танкерам.
Первым переоборудованным самолётом стал борт с регистрационным номероМ N450AX, первоначально поставленный авиакомпании National Airlines в качестве пассажирского самолёта в 1975 году, а затем летавший во флоте Pan American, American Airlines, Hawaiian Airlines и Omni Air International. Работы по переоборудованию лайнера выполнялись в аэропорту Южная Калифорния Лоджистикс.

## Дизайн

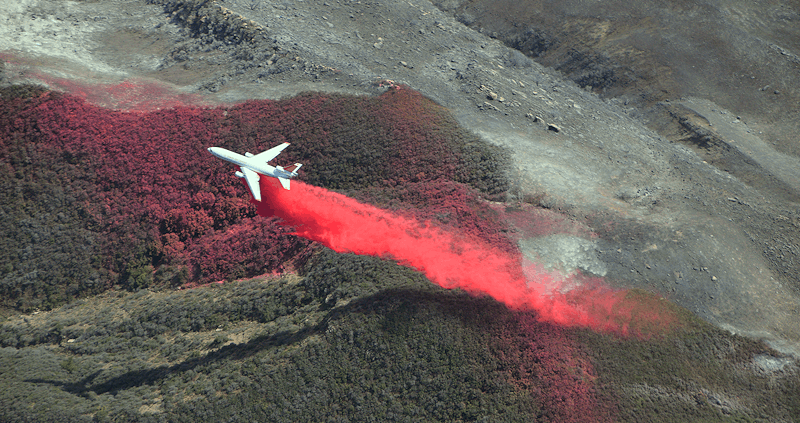
DC-10 Air Tanker сбрасывает воду на лесной пожар

Пожарные DC-10 Air Tanker являются переоборудованными под тушение пожаров с воздуха самолётами типа DC-10 (DC-10-10 и DC-10-30), оборудованными дополнительными топливными баками.
Жидкости для тушения пожара транспортируются в трёх резервуарах. Резервуары имеют внутренние перегородки для предотвращения смещения жидкости и последующего смещения центра тяжести во время полёта. Все три бака могут быть заполнены за восемь минут. Вся жидкость может быть сброшена за восемь секунд, однако фактическая скорость сброса контролируется экипажем. Самолёт способен распрыскивать воду на территорию длиной около 1,6 километра и шириной около 91 метра.
Внешние резервуары для жидкостей предназначены для заполнения с помощью стандартных 76 миллиметровых кулачковых замковых муфт. Используя один, два или три шланга, резервуары могут быть заполнены за 15—20 минут.
В 2007 году представители пожарной службы Калифорнии раскритиковали DC-10 Air Tanker за недостаточную манёвренность во время тушения пожаров, однако использование самолёта на практике показывает довольно хорошую манёвренность.

## Авиационные происшествия и катастрофы
25 июня 2007 года произошёл первый серьёзный инцидент с DC-10 Air Tanker. Во время полёта в округе Керн близ Техачапи, штат Калифорния, самолёт вошёл в левый крен, поворачивая для захода на посадку, но опустился ниже необходимой высоты на 30—60 метров. Левое крыло самолёта задело в общей сложности 13 деревьев, прежде чем пилоты смогли набрать высоту. Самолёт вернулся на базу в Викторвилле, штат Калифорния, где совершил аварийную посадку. В ходе инцидента у самолёта были повреждены предкрылки передней кромки левого крыла, элероны и закрылки.
После стоянки в Викорвилле и ремонта 30 июля 2007 года самолёт возобновил выполнение полётов.